# Jean-Baptiste Jomard
Pour les articles homonymes, voir Jomard.
Jean-Baptiste Jomard, né à Versailles le 4 septembre 1780 et mort à Saint-Germain-en-Laye le 12 mars 1868, est un élève ingénieur géographe français.
Dit Jomard Jeune, il part avec son frère Edmé-François Jomard pour l'Expédition d'Égypte.
Attaché à l'état-major du génie en qualité de garde de 3e classe, le 20 avril 1798.
De retour en France, il devient lieutenant aux dragons de la Garde en 1807.